# Noël-Nicolas Coypel
Noël-Nicolas Coypel (Parigi, 17 novembre 1690 – Parigi, 14 dicembre 1734) è stato un pittore francese.

## Biografia
Figlio di Noël Coypel e fratellastro di Antoine (che aveva ben 30 anni più di lui), Noël Nicolas fu un pittore classico di impostazione tardo-barocca, ed è spesso considerato dagli storici come il componente più artisticamente dotato di tutta la famiglia Coypel.

Apprese gli elementi della pittura dal padre e, pur avendolo perso quando aveva solo 15 anni, continuò a seguire la vocazione che aveva per l'arte pittorica. Il perfezionamento della sua personalità di artista e del suo indubbio talento si deve anche agli studi assidui a cui egli si applicò tenacemente, nonché a profonde riflessioni sui maestri del passato e sulla tecnica compositiva. Prima che pittore Noël Nicolas fu dunque un uomo colto.

Vinse più volte il premio dell'Accademia reale, e, alla fine del 1716, venne ad essa aggregato, finché, nel 1720,  non fu accettato ufficialmente come membro, nel periodo in cui suo fratello Antoine ne era il Rettore. L'opera che gli aprì le porte della prestigiosa istituzione fu un quadro dal titolo "Nettuno rapisce la ninfa Amimone". Questo dipinto fu accolto con applausi e contribuì non poco a consolidare la sua reputazione.
Ma Noël cercava continuamente occasioni per farsi conoscere ed apprezzare, badando assai più alla notorietà ed ai riconoscimenti che non ai compensi. Dipinse infatti la cappella della Vergine nella chiesa del S. Salvatore offrendosi di farlo senza alcuna retribuzione.

L'opera è notevole e la concezione compositiva delle pitture del soffitto appare meditata, complessa e di vasto respiro.

Per i Frati Minimi della Piazza reale dipinse poi un episodio della vita di San Francesco di Paola, che fu considerata la sua opera migliore. Contemporaneamente realizzò due tele per la cappella segreta della Sorbona, un S. Antonio e un S. Ilario. Inoltre, nel coro della chiesa di Saint Jean-en-Grève fu sistemato un suo piccolo dipinto: "Erodiade danza per Erode".

Anche il re aveva, a Versailles, un suo "Gloria di Angeli" e, nell'oratorio della regina, si trovava una sua "Natività", così come nella residenza del Gran Maestro di corte era presente un altro suo quadro: "Arione portato da un delfino".
Nel 1733 fu nominato Professore dall'Accademia ed ebbe fra gli allievi Jean Siméon Chardin. Ma la sua carriera didattica non durò a lungo. L'anno seguente, per un semplice incidente domestico, Noël Nicolas perse la vita a soli 43 anni.

La sua scomparsa prematura, e forse anche il suo carattere riservato, gli impedirono di raggiungere la fama dei suoi familiari e di ottenere gli stessi riconoscimenti ufficiali degli altri membri della famiglia Coypel.

## Alcune opere
- "Arione sulle acque", Museo del Municipio, Versailles,  1724
- "Il rapimento d'Europa", Philadelphia Museum of Art, Filadelfia (USA),  1726-1727
- "L'Inverno: Eolo scatena i venti e rigori del freddo",  Museo nazionale del Castello e dei Trianon, Versailles.
- "Nettuno rapisce la ninfa Amimone",  Museo di Belle arti, Valenciennes, 1716
- "Simon Guillain (1581-1658)", Museo di Belle arti, Versailles.
- "Venere, Bacco e Amore", Louvre.
- "La Visitazione" , Chiesa di  "Notre Dame de la Visitation", Champlain (Québec),  Canada,  c.1714-1716

## Galleria d'immagini

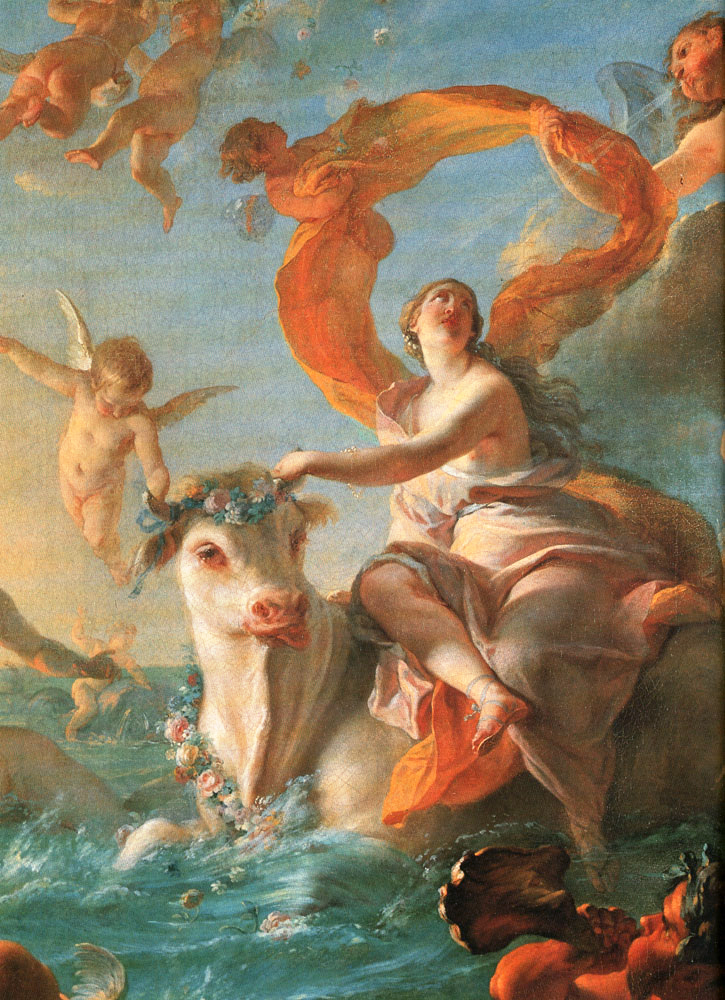
Il ratto di Europa (dettaglio)
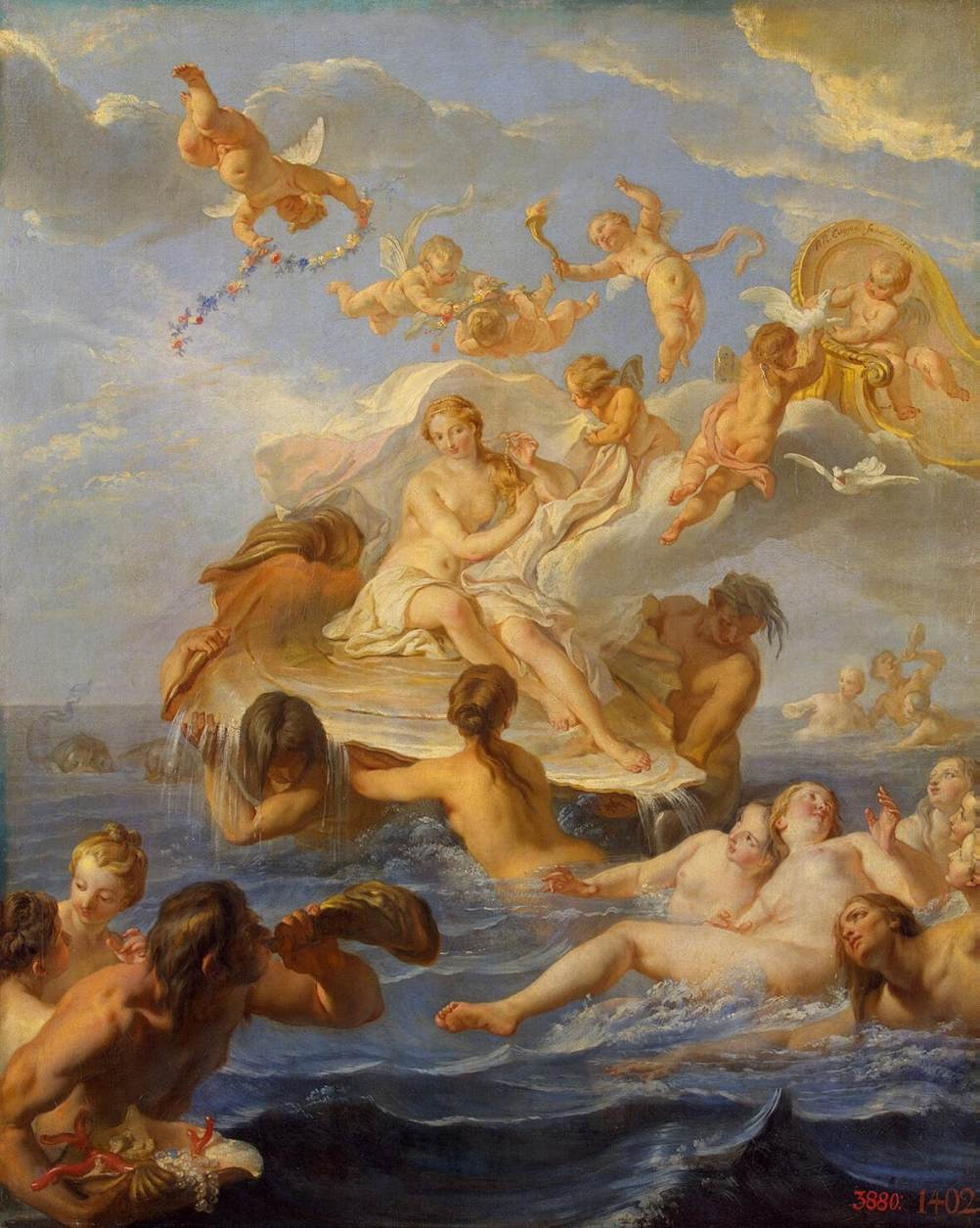
La nascita di Venere
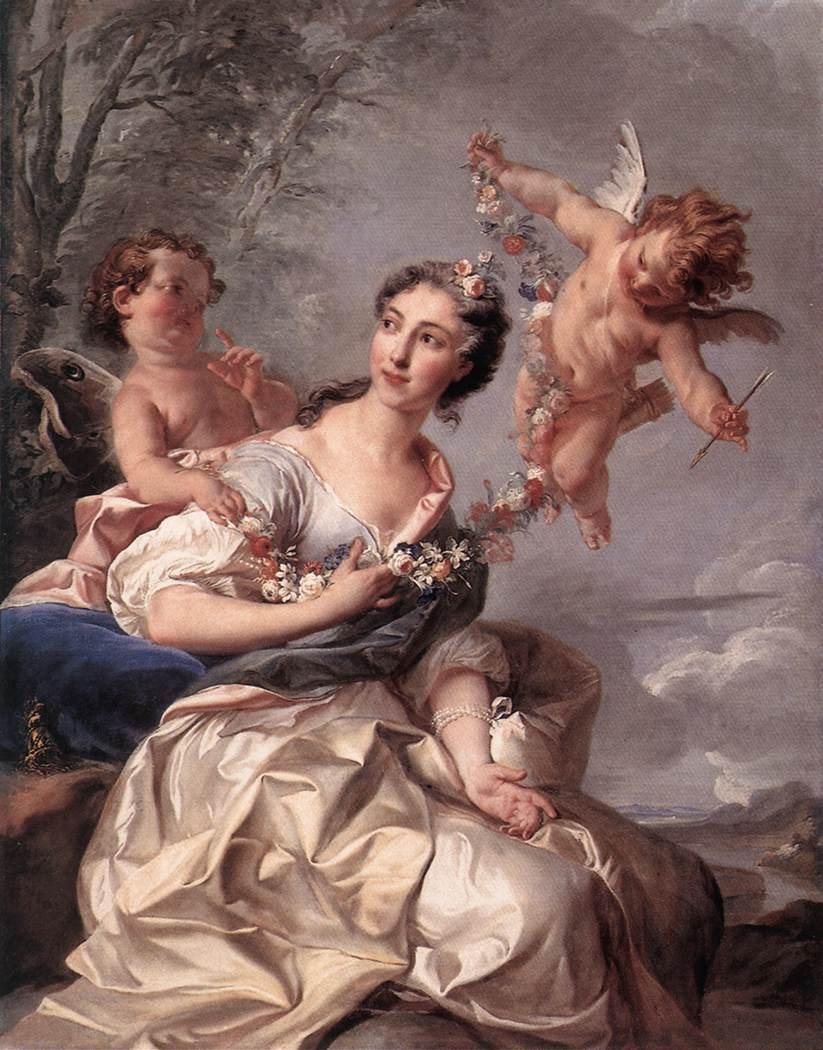
Ritratto di M.me Bourbon-Conti
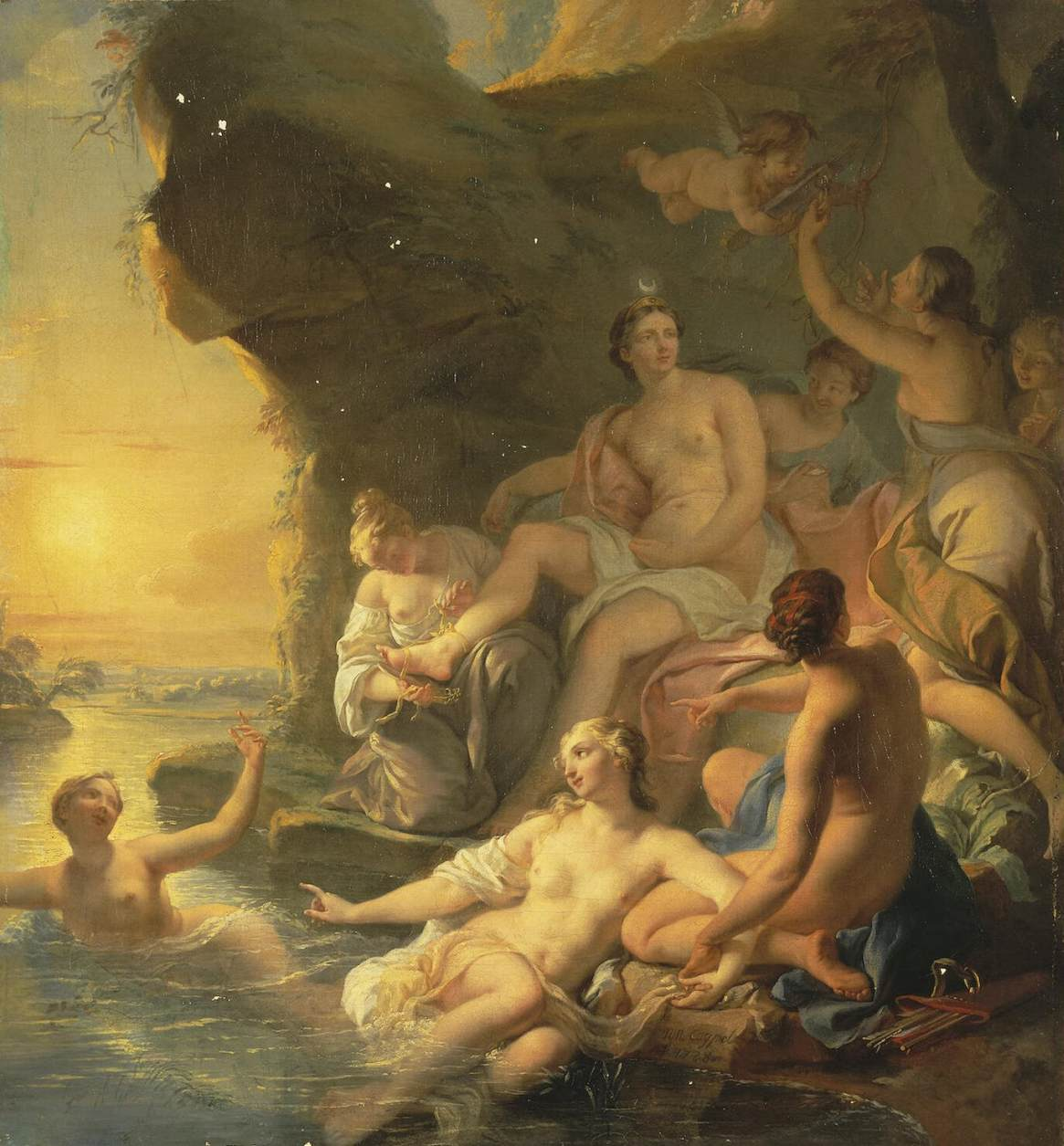
Il bagno di Diana
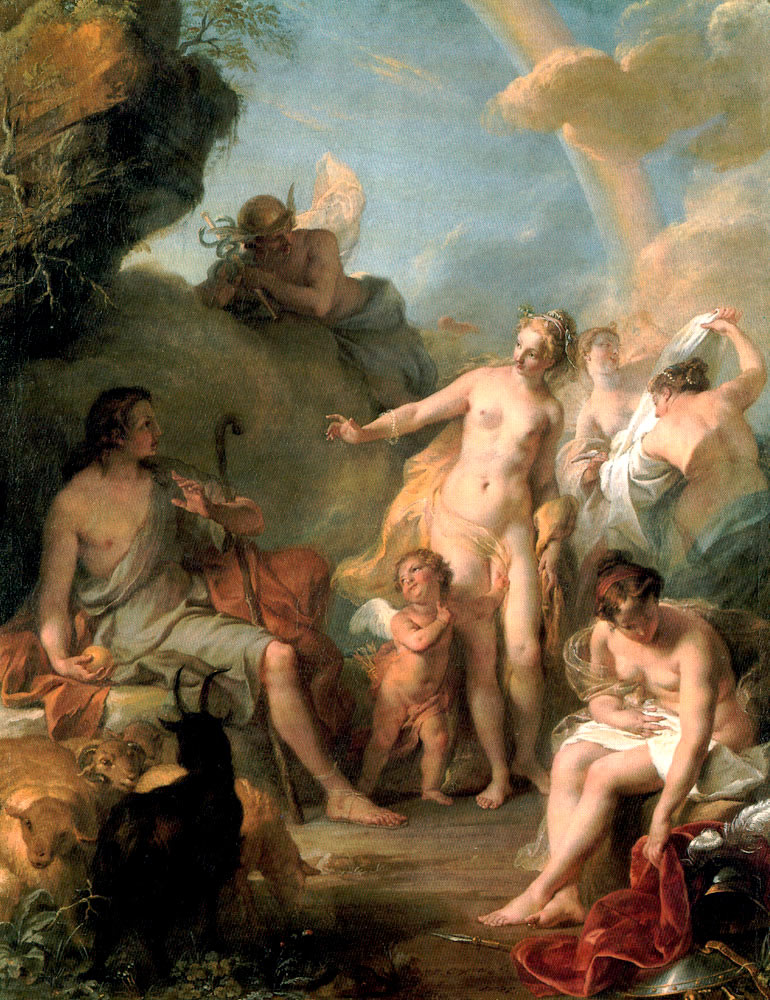
Il giudizio di Paride